# Prix Juteau-Duvigneaux
Le prix Juteau-Duvigneaux, de la fondation du même nom, est un ancien prix annuel de philosophie, créé en 1896 par l'Académie française et « décerné à l’auteur ou aux auteurs d'ouvrages de morale, surtout au point de vue catholique ».

## Liste des lauréats

### De 1898 à 1919
- 1898 : 
  - Louis Énault pour Le rachat d’une âme
  - Jacques de La Faye (1855?-1940?) pour L’Irlande au XIXe siècle : O’Connell
  - Maurice Landrieux pour Aux pays du Christ
  - Marie O'Kennedy pour Inventaire de ma chambre
- 1899 : 
  - Abbé Henri Boissonnot (1856-19..) pour Le cardinal Meignan
  - Comtesse Roger de Courson (1849-1931) pour Quatre portraits de femmes et La persécution des catholiques en Angleterre
  - Jean Guiraud pour Saint-Dominique
  - Henri Joly pour Psychologie des Saints
  - Joseph Lavergne (1859-1946) pour Madame Julie Lavergne, sa vie et son œuvre
- 1900 : 
  - Félix Klein pour L’évêque de Metz. Vie de Mgr Dupont des Loges (1804-1886)
  - Abbé Ernest Ricard (1852-1944) pour Joseph-Auguste Séguret, le jeune martyr du Laos
- 1901 : 
  - Marie-Blanche-Angeline d'Adhémar (1849-1935) pour La femme catholique et la démocratie française
  - Henri Bremond pour L’inquiétude religieuse
  - Jean Guibert (1857-1914) pour Histoire de Saint Jean-Baptiste de la Salle
  - Max Turmann (1866-1943) pour L’Éducation populaire et Au sortir de l’école. Les Patronages
- 1902 : 
  - Antoine Bernard pour Le sermon au XVIIIe siècle
  - Abbé Eugène Griselle (1861-1923) pour Bourdaloue
  - Émile Horn (1858-1937) pour Sainte Élisabeth de Hongrie
  - Fernand Nicolaÿ pour Histoire des croyances
- 1903 : 
  - Abbé Édouard Lecanuet (1853-1916) pour Montalembert
- 1904 : 
  - Charles Baille (1832-1919) pour Le cardinal de Rohan-Chabot (1788-1833)
  - Dom Antoine du Bourg (1838-1918) pour Le frère Gabriel (1835-1897)
  - Abbé Auguste-Pierre Laveille (1856-1928) pour Jean-Marie de Lamennais (1780-1860)
  - Jean Lionnet pour Un évêque social : Ketteler
- 1905 : 
  - Joseph-Émile Fidao-Justiniani (1875-1950) pour Le droit des humbles
  - George Fonsegrive pour Mariage et union libre
  - Alphonse Kannengieser pour Catholiques allemands
  - Georges Renouard (1845-19..) pour L’ouest africain et les missions catholiques (Congo et Oubanghi)
- 1906 : 
  - Vicomte de Bourbon-Busset pour La science considérée comme force morale
  - Henri Bremond pour Newman
  - G. de Montgesty pour Jean-Gabriel Perboyre
- 1907 : 
  - Joseph Aulagne pour La réforme catholique du XVIIe siècle dans le diocèse de Limoges
  - Madeleine Combes de Patris pour Henriette de Séguret
  - Charles-Alexandre Geoffroy de Grandmaison pour Madame Louise de France (1737-1787)
  - M. de Moussac pour Monseigneur de Ségur
- 1908 : 
  - Joseph Buche (1861-1942) pour L’abbé Camille Rambaud de Lyon
  - Chanoine Léon-Adolphe Lenfant pour Le cœur et ses richesses
  - Adolphe Regnier (1858-1917) pour Saint Martin (316-397)
- 1909 : 
  - Henriette Dacier pour Saint Jean Chrysostome et la femme chrétienne au IVe siècle de l’Église grecque
  - R.P. Daniel-Antonin Mortier (1858-1942) pour Histoire des maîtres généraux de l’ordre des Frères prêcheurs
  - Abbé Jules Paquier (1864-1932) pour Le Jansénisme
- 1910 : 
  - Pierre Batiffol pour L’Enseignement de Jésus
  - R.P. Amédée Chauvin (1852-1923) pour De la préparation de la jeunesse à la liberté
  - Ernest Dimnet pour Figures de moines
  - Isabelle Kaiser pour Marcienne de Flüe. Journal d'une femme
  - Maurice Landrieux pour Une petite sœur
  - Alexandre Le Roy pour La religion des primitifs
- 1911 : 
  - François Bournand pour Pages de la Charité
  - Henri Bremond pour L’inquiétude religieuse
  - Abbé J.-B. Chaillet pour L’abbé Béraud
  - Abbé Léon Jaud (1856-1934) pour Saint Filibert
  - Jules Lebreton pour Les origines du dogme de la Trinité
  - Abbé Pierre Schoenher pour Histoire du séminaire de Saint-Nicolas du Chardonnet
  - Jacques Zeiller pour L’idée de l’État dans Saint-Thomas d’Aquin
- 1912 : 
  - Abbé Antoine Degert (1859-1931) pour Histoire des séminaires français jusqu’à la Révolution
  - Henri-Marie Delsart pour Sainte Fare, sa vie et son culte
  - Abbé Léon Désers (1851-1929) pour L’Éducation morale et ses conditions
  - Paul Dudon (1859-1941) pour Lamennais et le Saint-Siège (1820-1834)
  - Abbé Léon Labauche (1871-1955) pour Leçons de théologie dogmatique
  - Abbé Georges Michelet pour Dieu et l’agnosticisme contemporain
  - M. de Moussac (1847-1916) pour Un prêtre d’autrefois, l’abbé de Moussac vicaire général de Poitiers (1753-1827)
- 1913 : 
  - Louis Garriguet (1859-1927) pour La valeur sociale de l’Évangile
  - Alphonse Kannengieser pour Un Alsacien : Léon Lefébvre
  - Joseph Tixeront pour Histoire des dogmes
- 1914 : 
  - Abbé Marius Chaillan (1858-1937) pour Saint Césaire (470-543)
  - Marianne-Constance de Ganay pour Les bienheureuses dominicaines (1190-1577)
  - Chanoine Paul Fiel (1879-1939) pour Gustave III et la rentrée du catholicisme en Suède
  - Abbé François Guéret (1863-1936) pour Ite ad oves
  - Abbé Auguste-Pierre Laveille (1856-1928) pour Chesnelong, sa vie, son action catholique et parlementaire
  - Henri Le Floch pour Claude-François Poullard des Places (1679-1709)
  - Abbé Jules Paquier (1864-1932) pour Luther et le luthéranisme
  - Maurice Souriau (1856-195.?) pour Deux mystiques normands au XVIIe siècle
- 1916 : 
  - Abbé Pierre Lelièvre pour Leur âme est immortelle
  - Ambroise de Poulpiquet pour Le Dogme, source d’unité et de sainteté dans l'Église
  - Abbé Rivet pour Institutions du droit ecclésiastique
  - Pierre Rousselot pour L’intellectualisme de Saint-Thomas
- 1917 : 
  - Louis Arnould pour La Providence et le Bonheur
  - Émile Chénon pour L’Église et la Guerre
  - Abbé Pierre Jardet pour La Femme catholique, son apostolat, son action religieuse et sociale
  - R.P. Jean-Marie Lambert (1857-1935) pour Une âme vaillante et rayonnante (Léon Asson)
  - Abbé Charles Sauvé (1848-1925) pour Le prêtre intime, élévations
- 1918 : 
  - Albert Autin (1883-1963) pour L’échec de la réforme en France au XVIe siècle
  - Abbé Charles Guillemant (1865-1931) pour Pierre-Louis Parisis
  - Pierre Harispe pour Les étapes de Dieu vers nous
  - Félix Klein pour Dieu nous aime
  - Robert Vallery-Radot pour Le réveil de l’esprit
- 1919 : 
  - Pierre Batiffol pour Leçons sur la messe
  - Alphonse Kannengieser pour En Alsace après l’annexion. M. l’abbé J.-I. Simonis
  - Abbé Pierre Pourrat (1871-1957) pour La spiritualité chrétienne des origines de l’Église au moyen âge

### De 1920 à 1939
- 1920 : 
  - R.P. Frédégand d'Anvers (1885-1967) pour Étude sur le P. Charles d’Arenberg
  - Abbé Joseph Castillon pour Nos douleurs fécondes
  - Abbé Jean-Amable de La Vallette-Monbrun (1872-1930) pour Maine de Biran
  - Abbé Louis Prunel (1874-1932) pour Cours supérieur de religion
- 1921 : 
  - P. Albert Bessières (1877-1953) pour Âmes nouvelles
  - P. Joseph Bricout (1867-1930) pour Monseigneur d’Hulst, apologiste
  - Augustin Fliche pour Saint Grégoire VII
  - Noël Hallé pour La guerre française et chrétienne
  - Joseph  Martin et Edmée Vesco de Kereven (1871-1945) pour La famille Aubert
- 1922 : 
  - Gustave Bardy pour En lisant les Pères
  - Bernard du Boisrouvray pour Monseigneur Gay, évêque d'Anthédon (1815-1892)
  - G. Du Bourg pour Sous l’uniforme et sous le froc. Dom Antoine du Bourg (1838-1918)
  - R.P. Georges Guitton (1877-1962) pour Louis Lenoir, aumônier des Marsouins (1914-1917)
  - Dom Auguste-Marie-Pierre Ingold (1852-1923) pour Général et trappiste. Le Père Marie-Joseph, baron de Céramb (1772-1848)
  - Abbé Pierre Lelièvre pour Histoire catholique de la France
  - Albert Lopez pour La lumière d’Israël
  - Jeanne Taillandier pour Sœur Marie Saint-Anselme
- 1923 : 
  - Abbé Paul Buysse pour Vers la croyance
  - Louis-Claude Fillion pour Vie de Notre Seigneur Jésus-Christ
  - Mme Ad. Goutay pour Les voix de la piété française
  - Gaston Sortais (1852-1926) pour La philosophie moderne depuis Bacon jusqu’à Leibnitz
  - Abbé Charles Thellier de Poncheville pour La vie divinisée
- 1924 : 
  - Paul Cheneau (18..-1926) pour Les saints d’Égypte
  - R.P. Victor Hostachy (1885-1967) pour Joie et Sainteté
  - Alphonse Kannengieser pour Un sociologue alsacien, l’abbé Henri Cetty, curé de Mulhouse
  - Félix Klein pour Madeleine Sémer, convertie et mystique (1874-1921)
  - Gabriel Ledos (1864-1939) pour Saint Pierre Claver (1585-1654)
- 1925 : 
  - Amédée Bouyssonie pour Batailles d’idées
  - Abbé Charles Comte pour Le cardinal Mermillod d’après sa correspondance
  - Abbé Jean Desgranges (1874-1958) pour Vingt ans de conférences contradictoires
  - Robert Vallery-Radot pour La terre de vision
  - Jehan de Witte pour Monseigneur Augouard
- 1926 : 
  - R.P. Léon Buffet (1871-1944) pour Vie du Père Tissot
  - Abbé L. Choppin pour La Trinité chez les pères apostoliques
  - Philippe Gobillot pour Un apôtre : A. Limagne
  - François Hébrard pour Les disciplines de l’action
  - Abbé Auguste-Pierre Laveille (1856-1928) pour Sainte Thérèse de l’Enfant Jésus (1873-1897)
  - Georges Rigault pour Le frère Joseph
  - Francis Trochu pour Le curé d’Ars : Saint Jean-Marie Baptiste Vianney (1786-1859)
- 1927 : 
  - Jeanne Ancelet-Hustache pour Mechtilde de Magdebourg (1207-1282)
  - Abbé Jules Blouet (1863-1941) pour Pour sauver les âmes
  - Abbé Paul Buysse pour Vers la foi catholique
  - Abbé Marius Lepin (1870-1952) pour L’idée du sacrifice de la messe
  - Henri Morice (1873-1965) pour L’âme de Jésus
- 1928 : 
  - Abbé J. Chausson pour La prière dans l’expérience chrétienne
  - Maurice Collard pour Les martyrs de Tien-Sin
  - R.P. Marie André Dieux (1884-1955) pour Pascal mis au service de ceux qui cherchent
  - Abbé Jean Gauthey pour Mgr François-Léon Gauthey
  - André Godard (1865-1941) pour La Création
  - R.P. François-Xavier Jansen pour Baïus et le baïanisme
  - Pierre Lhande pour Le Christ dans la banlieue
- 1929 : 
  - Agnès de La Gorce pour Robert Hugh Benson
  - Pierre Pourrat (1871-1957) pour La spiritualité chrétienne
- 1930 : 
  - R.P. Fr. Bruno pour Saint-Jean de la Croix
  - Abbé Louis Prunel (1874-1932) pour Saint-Germain d’Auxerre
  - Madame Maurice Vaussard pour Le Carmel
- 1931 : 
  - Apolline de Gourlet pour Le Bienheureux Nicolas de Flüe
  - André Letousey pour L’Évangile règle de vie
  - Georges Rigault pour Le Bienheureux Louis-Marie Grignon de Montfort
- 1932 : 
  - R.P. Ambrosius de Boissieu-Béthanie (1863-1950) pour Les Madeleines réhabilitées
  - Lucien Bouchon pour Le chirurgien Morlane
  - R.P. Vital Jourdan pour P. Damien de Veuster
  - R.P. Leseur pour Vie d'Élisabeth Leseur
  - Soeur Marie-Germaine pour Le Christ au Gabon
  - Claude Quinard pour Vie de la Vierge Marie
- 1933 : 
  - R.P. Charles Alleaume (1867-19..) pour Mgr Julien
  - Joseph Angot (1886-1959) pour O toi qui souffres tant mon frère !
  - R.P. Charles Boyer (1884-1980) pour Saint Augustin
  - François Cuttaz (1883-19..) pour Le Juste, l'Enfant de Dieu
  - Pierre Duchaussois pour Rose du Canada
  - Abbé Jean-Baptiste Favre (1864-1943) pour La vénérable Marie-Céleste Crostarosa
  - Pierre d'Hérouville pour Le vénérable Julien Maunoir
  - R.P. Augustin-Marie Lépicier pour À la recherche des cloîtres perdus
  - Sœur Marie du Sacré-Cœur pour Madame Antoinette d'Orléans Longueville
- 1934 : 
  - Jules Angot des Rotours pour Françoise de Faudoas d'Averton
  - Marthe d'Aubigny pour Formation chrétienne de mes "Tout-petits"
  - Marius Besson pour Après quatre cents ans
  - Georges Coolen (1885-1976) pour Histoire de l'Église d'Angleterre et L'Anglicanisme d'aujourd'hui
  - Abbé Jean Desgranges (1874-1958) pour Controverses sur la religion
  - Geneviève Duhamelet pour Plus vous renoncerez
  - Albert Foucault pour La Société de Saint-Vincent de Paul
  - Chanoine Adrien Garnier (1879-1952) pour L'Église et l'éducation du peuple
  - Raoul-Octave-Marie-Jean Harscouët pour Chartres
  - Abbé Louis Kerbiriou (1885-1961) pour Les missions bretonnes
  - Ernestine Lecouturier pour Françoise-Madeleine de Changy
  - Abbé C-Antoine Maurin pour Les saluts d'amour
  - Armand Olichon pour Le prêtre André Ly
  - Marie René-Bazin pour Quelques-unes de mes sœurs
  - Francis Trochu pour La bienheureuse Jeanne Antide Touret
- 1935 : 
  - R.P. F. Célestin-Auguste pour Le très cher frère Constantin-Marie
  - Abbé Gustave Combès (1880-1965) pour La charité d'après saint Augustin
  - Amélie de Pitteurs (1871-1960) pour Un grand prêcheur, le R.P. Vallée
  - Victor Douceré pour Nouvelles Hébrides
  - R.P. Georges Guitton (1877-1962) pour L’âme du bienheureux Pierre Favre
  - Marie Marteau de Langle de Cary pour Du paradis terrestre à Noël
  - Anatole Moulard pour Vie apostolique de la vénérable Marie Rivier
  - Marguerite Perroy (1891-1962) pour Saint François Régis
  - Abbé Charles Thellier de Poncheville (1875-1956) pour Tout l’Évangile dans toute la vie
- 1936 : 
  - R.P. Gaston Brillet pour Jésus parmi les hommes et La vie intérieure de Jésus
  - Myriam de G. (1897-1961) pour Louyse de Ballon
  - R.P. Émile Georges pour La Congrégation de Jésus et Marie
  - Louise de Jésus pour La vénérable Madeleine de Saint-Joseph
  - Sœur Marie-Ange du Saint-Sauveur pour Le bon Père Guérin
  - Henri Pérennès pour Monseigneur Quéméner
- 1937 : 
  - Marguerite Aron pour Prêtres et religieuses de Notre-Dame de Sion
  - André Baudrillart (1862-1949) pour Mœurs païennes, mœurs chrétiennes
  - Chanoine Edmond-Théodule Bouard (1871-1955) pour Le Christ de Carency
  - Abbé Maurice Bouvet pour Année chrétienne
  - Abbé Paul Commauche pour Le père Édouard Épinette
  - Pierre Cras pour La fidèle histoire de saint Jean Bosco
  - R.P. Marie-Lucien Dané pour Le Très Révérend Père Raphaël Delarbre d'Aurillac
  - Omer Englebert pour Vie et conversion d'Ève Lavallière
  - Chanoine Jean-Baptiste Ériau (1878-1967) pour Le chanoine Doussin, curé de Teillé
  - Abbé Pierre Fernessole (1879-19..) pour Les Conférenciers de Notre-Dame
  - Chanoine François Gaquère (1888-1972) pour Le saint Pauvre de Jésus-Christ, Benoît-Joseph Labre
  - Dr. Denys Gorce (1890-1984) pour À l'école de saint Benoît
  - Francis Hermans pour Mystique
  - Suzanne Lainé pour Glanes eucharistiques
  - Anne Le Cour Grandmaison pour Saint J.-B. Cottolengo
  - R.P. Auguste-Marie Lépicier pour Les inexprimables lendemains
  - Blanche Morteveille pour Une parole de Dieu et Sainte Thérèse de l'Enfant Jésus
  - Marie Georges-Ramain pour L'expérience maternelle et la vie
- 1938 : 
  - Mgr Albert Bros pour La démonstration chrétienne
  - Louis Chaigne pour Le bienheureux Louis-Marie Grignon de Montfort
  - Georges Chevrot pour Jésus et la Samaritaine et Simon-Pierre
  - Amédée d'Yvignac (1895-1988?) pour France, terre chrétienne
  - Abbé Louis Déplanque pour Saint Vincent de Paul
  - Yvonne Estienne pour Les Trappistines
  - René Fourrey pour Trois martyrs des Pontons de Rochefort
  - R.P. Georges Gorrée (1908-1977) pour Sur les traces de Charles de Foucauld
  - Paul Guillaume pour Histoire de la commune d'Ardon
  - Fernand Hayward (1888-1962) pour Léon XIII
  - Marie Marteau de Langle de Cary pour Jehanne, fille de Dieu
  - Jacques Morian ou Mathilde Maroni pour Les quarts d’heure du chrétien
  - Abbé Eugène Terrien pour Monseigneur Freppel
  - Maurice Zundel pour Le poème de la sainte Liturgie et L'Évangile intérieur
- 1939 : 
  - R.P. François Amiot (1889-1971) pour L'enseignement de Saint Paul
  - Abbé Raoul Heurtevent pour L’œuvre spirituelle de Jean de Bernières

### De 1940 à 1988
- 1940 : 
  - Noële M. Denis-Boulet pour La Carrière politique de Ste Catherine de Sienne
  - Marc Escholier (1906-1972) pour Les Témoins du Christ
- 1941 : 
  - Omer Englebert pour Le Père Damien
- 1942 : 
  - Robert de Loture pour Saint François Xavier
  - Elie Marty pour Le Témoignage de Pierre Rousselot
- 1943 : 
  - Abbé Maurice Bouvet pour Regards vers l'Eucharistie
  - André Pioger pour Saint Jean Eudes
- 1944 : 
  - R.P. Thomas Deman (1899-1954) pour Socrate et Jésus
- 1946 : 
  - Hubert Du Manoir de Juaye (1894-1973) pour Dogme et spiritualité chez saint Cyrille d'Alexandrie
- 1947 : 
  - Gabriel Bard pour Jean-Émile Anizan
  - René Biot (1889-1966) pour Éducation de l'Amour
- 1948 : 
  - Francis Hermans pour Histoire doctrinale de l'humanisme chrétien
  - Madeleine-Louise de Sion pour La baronne de Barante
- 1949 : 
  - Marcel Lépée pour Sainte Thérèse d'Avila
- 1950 : 
  - Henri Rollet pour Albert de Mun et le parti catholique
- 1951 : 
  - Louis Bro (1882-1967) pour La Trinité et son quartier
- 1952 : 
  - Mme Claude Solhac pour Ste Jeanne de France, amie de la Vierge
- 1953 : 
  - André Dupeyrat pour Vingt-et-un ans chez les Papous
- 1954 : 
  - Henry Aurenche pour La Passion du saint curé d’Ars
  - Roland Cluny (1903-1973) pour Sous le froc et la bure
  - Geneviève Duhamelet pour Mère Marie-Xavier Voirin
  - Louis Estève (1884-1955) pour Flûtes d’automne
  - Charles Ford pour Le cinéma au service de la foi
- 1955 : 
  - Léon Cristiani pour Un sacerdoce rayonnant
  - Émile Guerry pour L’Évêque
- 1956 : 
  - Jacques Andrieu pour La foi dans l’œuvre de Paul Claudel
- 1957 : 
  - Léonce Celier pour Frédéric Ozanam
- 1958 : 
  - Suzanne Cita-Malard pour Prisons du ciel
  - Abbé Jean Gautier (1895-19..) pour Ces messieurs de Saint-Sulpice
- 1959 : 
  - Paul Renaudin pour Trois qui cherchaient Dieu, Benoît de Canfeld et Du doute à l’angoisse
- 1960 : 
  - Lucien Guissard pour Catholicisme et progrès social
- 1961 : 
  - Maurice Colinon (1922-1978) pour Pionners en soutane
  - Marguerite Jardel pour Le Chevalier des cimes, saint Bernard de Menthon
  - André Merlaud pour Jean-Marie de La Mennais
- 1962 : 
  - Amédée d'Andigné (1900-1993) pour Un apôtre de la Charité, Armand de Melun
  - Chanoine Jean-Baptiste Ériau pour Louise de la Vallière et l'ensemble de son œuvre.
- 1963 : 
  - Joseph Folliet pour Biographie du père Rémilleux
- 1964 : 
  - R.P. Olivier A. Rabut pour Valeur spirituelle du profane
- 1966 : 
  - Norbert Calmels pour Le Journal d’Élie Delpal, missionnaire en Chine et Histoire d’un conte : Elixir du père Gaucher
- 1968 : 
  - R.P. André Ravier (1905-1999) pour Saint-Bruno
- 1969 : 
  - Marguerite et Jean Labbé pour Édition des Lettres de Marie-Jeanne de Monsabert
  - Georges Lacroix pour Charles de la Tour d’Auvergne
- 1970 : 
  - Jean Lestavel (1920-2015) pour Les prophètes de l’Église contemporaine
- 1972 : 
  - Gilberte Vezin (1903?-1991) pour Saint François de Paule, fondateur des Minimes, et la France
- 1973 : 
  - Jean Barbier et R.P. Georges Gorrée (1908-1977) pour Amour sans frontière
- 1974 : 
  - Émile Rideau pour Thérèse de Lisieux, la nature et la grâce
- 1975 : 
  - Chanoine Marcel Michelet (1906-1989) pour Une voix m’a parlé plus fort
- 1978 : 
  - Christine Thouzellier (1902-1982) pour Rituel cathare
- 1980 : 
  - Jean Barbier pour Gabriel Rosset, l’apôtre des sans-abri
  - Alain Lefranc pour Les mal heureux
- 1983 : 
  - R.P. Bernard Violle (1928-2001) pour Paris, son Église et ses églises
- 1987 : 
  - Abbé Jean Prim (1906-2002) pour Richelieu à Luçon
- 1988 : 
  - R.P. Jean Ladame (1918-2000) pour Saint Benoît-Joseph Labre